# Zăgriș
Zăgriș falu Romániában, Fehér megyében. Közigazgatásilag Alsógáld községhez tartozik.

## Fekvése
Felsőgáld közelében fekvő település.

## Története
Zăgriş korábban Felsőgáld része volt, 1956 körül vált külön 37 lakossal.
1966-ban 40, 1977-ben 24, 1992-ben 12, 2002-ben pedig 6 román lakosa volt.
2014-ben egy PPP-beruházás keretében tervezik, hogy ingyenes wi-fivel, széles sávú internethozzáféréssel látják el a község másik három faluával együtt.